# كلايتون لامبرت
كلايتون لامبرت (10 فبراير 1962 - ) (بالإنجليزية: Clayton Lambert)‏ هو لاعب كريكت جنوب أفريقي. شارك مع منتخب الهند الغربية للكريكت.

## وصلات خارجية
- كلايتون لامبرت على موقع إي آس بي آن كريك إنفو (الإنجليزية)